# Zustand (Thermodynamik)
Der Zustand eines Systems in der Thermodynamik wird durch die Angabe aller für die Abgrenzung zu anderen Zuständen notwendigen Zustandsgrößen charakterisiert.
Zustandsgrößen sind unter anderem Druck, Volumen, Temperatur, Stoffmenge. Diese Größen werden unterschieden nach extensiv (mengenabhängig) und  intensiv (nicht mengenabhängig).
Die einzelnen Zustände werden häufig in ein Phasendiagramm eingetragen. Dabei entspricht (je nach Auftragung) meist ein einzelner
Punkt einem Zustand im Zustandsraum, manchmal gehören jedoch auch alle Punkte einer Phasenlinie oder Fläche zu einem einzigen Zustand.

## Statistische Physik
In der statistischen Mechanik (statistische Thermodynamik) gibt es folgende Unterscheidung:
- beim Mikrozustand werden die einzelnen Orte und Impulse aller Teilchen angegeben, der Mikrozustand entspricht also einem Punkt im Phasenraum.
- der Makrozustand ist eine Angabe über Mittelwerte wie Temperatur, Druck und Dichte. Zu einem Makrozustand gehören alle Mikrozustände, die mit den angegebenen Zustandsgrößen verträglich sind.

### Beispiel Münzwurf
KZKKZZKK sei ein spezieller Mikrozustand.

5x K und 3x Z ist dann der Makrozustand, zu dem {\displaystyle {8 \choose 3}=56} Mikrozustände gehören (die Zahl ergibt sich aus der Kombinatorik als Permutation von Objekten zweier Klassen K und Z unter Beachtung der Reihenfolge).